# Nordkjosbotn
Nordkjosbotn (en same du Nord : Gárgán) est une localité du comté de Troms, en Norvège.

## Géographie
Administrativement, Nordkjosbotn fait partie de la kommune de Balsfjord.
C'est une étape des routes européennes E6 et E8.